# 簪 (映画)
『簪』（かんざし）は、1941年（昭和16年）に公開された松竹配給の日本映画。松竹大船撮影所製作、モノクロ、16mmフィルムで、「土橋式フォーン」を採用したトーキー作品。井伏鱒二の小説『四つの湯槽』を元に、監督の清水宏が自ら脚色した。
夏休みに山中の温泉宿に集った泊まり客たちの長屋のような人間模様を交えながら、落とし物の簪をきっかけに巻き起こる騒動と人間模様を描いている。製作当時は日中戦争の泥沼と太平洋戦争開戦を控えた困難な社会状況でありながらも、人里離れた温泉宿を舞台にすることで、世相の厳しさが少し和らげられてやや牧歌的に描かれている。
後に日本映画史を代表する俳優となる田中絹代と笠智衆（当時2人とも30歳代）がお互いにほのかな思いを寄せる男女を演じている。

## あらすじ
山中の人里離れた温泉宿（下部温泉）に、蓮華講（日蓮宗の題目講）の一団が泊まりに来た。この団体客は1階に泊まり、村にいる按摩18人のうち12人を借り切る。按摩に掛かりながら、ある女性（田中絹代）は、宿に気難しい先生が滞在していると聞く。
宿の2階には、夏休みを利用して東京から、気難しい学者風の片田江先生（斎藤達雄）、傷痍軍人らしい納村青年（笠智衆）、若い広安（日守新一）と妻、老人と2人の孫らが滞在していた。団体客を「にぎやか」という納村、「景気がいい」という老人、「派手」という広安らに対して、先生は団体客は「うるさい」と当たりまくる。按摩を独占されて、先生はさらに怒る。
団体客の去った翌朝、2階の客らが露天風呂で談義していると、納村が風呂の底に落ちていた簪で足を怪我して歩行困難になる。ひたすら謝る宿の亭主（坂本武）らに難癖をつけて怒鳴りまくる先生。納村は、「足に簪が刺さったのは、情緒的ですらある」「情緒が足に刺さった」と言い訳して、先生をなだめようとする。ところが先生は、別のことを考え始める。
簪を落とした太田恵美という女性から手紙が来た。その女性は納村が怪我をしたと知らされて、見舞いに来ると電報を打ってきた。先生は「納村君が抱いている情緒的イリュージョンをぶち壊さないためには、簪の落とし主が美人である必要がある」「簪の落とし主は美人か、不美人か」などと言い出し、広安らを振り回す。
恵美（田中絹代）が宿を再訪する。恵美は納村に謝り、2人は芝生で談笑する。「美人で良かった」と喜ぶ先生たち。恵美はほかの滞在客らとともに、納村のリハビリを見守りながら宿の2階で宿泊することになる。実のところ、恵美は東京で愛人生活をしていたが、嫌気が差して、男と別れるために家出してきたようだ。意気投合した2階の客たちが、東京に戻ってからもときどき集おうと合意する中で、戻る家がないと悲しむ恵美。朝早く起きてラジオ体操や洗濯をする生活に慣れ、迎えに来た友人お菊（川崎弘子）に「しばらく戻らない」と断言する。
再び来た蓮華講の騒音や按摩の件で怒った先生は帰京。広安夫妻も東京に帰った。納村も足が治ったら帰ってしまうと不安になる恵美。渓流の細い小橋を渡り、ついに石段も登りきった納村。老人と孫たち、そして納村もついに帰ってしまった。
ひとりさびしく残った恵美は、納村から来た誘いの葉書を読み、感慨に耽りながら、納村たちとリハビリや散策をして回った川や野原を散策する。

## キャスト
- 田中絹代 - 太田恵美（おおたえみ、字幕では「惠美」）：蓮華講の女性
- 笠智衆 - 納村猛（なんむらたけし）：傷痍軍人らしい青年
- 斎藤達雄 - 片田江先生：気難しい先生
- 日守新一 - 広安（字幕では「廣安」）；若い気弱な男
- 三村秀子 - 奥さん：広安の妻
- 河原侃二 - 老人：碁の好きな老人
- 爆弾小僧 - 太郎：老人の孫
- 大塚正義 - 次郎：老人の孫
- 川崎弘子 - お菊：恵美の友人
- 坂本武：宿の亭主
- 松本行司：宿の番頭
- 油井宗信：徳さん：按摩
- 大杉恒夫：恒さん：按摩
- 寺田佳世子：宿の女中